# Реис-ул-улема Исламске заједнице у Босни и Херцеговини
Реис-ул-улема (тур. reîsü'l-ulema од арап.  — „стајешина вјерских учењака”) титула је поглавара и врховног муфтије Исламске заједнице у Босни и Херцеговини (ИЗБиХ). У одсуству и спријечености мијења га замјеник.
Исламска заједница Мађарске у више наврата је позвала реис-ул-улему да постане поглавар муслимана у Мађарској. Исламска заједница у Црној Гори је мешихат (покрајинско старјешинство) на челу са реисом и иако није у јединству са ИЗБиХ, која има звање ријасета (врховно старјешинство), ИЗЦГ признаје реис-ул-улему као највише ауторитета муслимана на Балкану.
Тренутни реис-ул-улема је ефендија Хусеин Кавазовић.

## Историја
Звање реис-ул-улеме јавља се први пут 1881. у молби муслиманских првака аустроугарским властима којом траже да имају свог поглавара који ће руководити вјерским пословима. Годину дана касније, Аустроугарска је удовољила овој молби и образован је меџлис-и улема (савјет улеме), сачињен од четири улеме (учењака) и реис-ул-улеме као предсједника. Тим чином успостављено је духовно вођство муслимана у БиХ одвојене од Истанбула (мешихат).
Друга могућност служби реис-ул-улеме могао је бити велики муфтија или главни муфтија, назив за вјерског вођу код осталих муслиманских заједница на Балкану. Као свих ових заједница након протјеривања Османског царства с Балкана успостављају се вјерске организације на челу са муфтијом. У већини балканских земаља са муслиманским мањинама (Бугарска, Грчка, Румунија и Србија) након балканских ратова, уговорима о миру било је предвиђено оснивање вјерских администрација муслимана на челу са великим или главним муфтијама.
Једнообразност ових рјешења је посљедица уговора између Османског царства и балканских држава, па су праћени истовјетни институционални обрасци. Међутим, муслимани у БиХ су под притиском аустроугарских власти изградили посебан систем вјерске администрације и због тога су била могућа рјешења која немају паралелу међу осталим муслиманским заједницама на Балкану.

## Легитимитет
До Аустроугарског освајања Босне 1878. највиши вјерски великодостојници били су муфтије, које су у османској јерархији улеме имали ранг покрајинских муфтија. Постављао их је шејх-ул-ислам, који је издавао меншуру, посебан документ о именовању. ИЗБиХ је инсистирала да реис-ул-улема добије писмо о именовању од шејх-ул-ислама све до 1924, када је функција шејха укинута заједно са османски калифатом.
Аустроугарска, као нова сила која је влада Босном, била је заинтересована за питање избора реис-ул-улеме. Аутономни штатут из 1909. донио је рјешење које је одржавало извјесну подјелу на избор реис-ул-улеме између Муслимана, Аустроугарске и шејх-ул-ислама. Према штатуту, изборно тијело је предлагало три кандидата за упражњено мјесто реис-ул-улеме, од којих је аустроугарски монарх бирао једног и именовао га на ту дужност. Након тога, изборна курија се обраћала молбом шејх-ул-исламу да именованом реис-ул-улеми изда меншуру. Молба је упућивана дипломатским путем. Иста или слична процедура предвиђена је касније и за поглаваре муслиманских заједница у осталим балканским државама послије балканских ратова.
Проблеми су настали по укидању калифата у Турској 1924. године. Исламска заједница у Краљевини Југославији 1930. проналази ново рјешење за извор легалитета реис-ул-улеме. Устав ИЗ у Краљевини Југославији од 9. јула 1930. прописао је да посебно тијело сачињено од националних муслиманских великодостојника изда писмо о именовању новоизабраног реис-ул-улеме „све док се не успостави правоваљани калифат”, који до данас није успостављен.
Пракса издавања писма потврде поглавару Исламске заједнице у БиХ након укидања калифата јединствена је међу балканским муслиманима. Друге заједнице муслимана, и када су имале општеприхваћене вјерске вође, нису настајале да им осигурају шеријатску легитимацију.

## Избор
Када је у питању избор реис-ул-улеме, по Уставу ИЗБиХ из 2014, кандидати морају посједовати средње и високо исламско образовање, у ИЗ морају обављати дужности најмање петнаест година и морају стећи општи угледи повјерење вјерника ИЗ. Кандидат не може бити млађи од четрдесет година. Изборно тијело броји 350—400 чланова, а чине га чланови Сабора, Ријасета, главни имами, муфтије, руководиоци свих установа ИЗБиХ. Бира се тајним гласањем, а након избора реис-ул-улеме Сабора именује Одбор за предају меншуре реис-ул-улеми. Приликом преузимања меншуре, реис-ул-улема полаже заклетву у Гази Хусрев-беговој џамији у Сарајеву и тим чином службеном ступа на дужност.

## Списак
| Бр. | Име                                        | Почетак | Крај     | Напомена                                                     |
| --- | ------------------------------------------ | ------- | -------- | ------------------------------------------------------------ |
| 1.  | еф. Мустафа Хилми Хаџиомеровић (1816—1895) | 1882.   | 1893.    |                                                              |
| 2.  | еф. Мехмед Теуфик Азабагић (1838—1918)     | 1893.   | 1909.    |                                                              |
| −   | еф. Ахмед Муниб Коркут                     | 1909.   | 1910.    | замјеник реис-ул-улеме                                       |
| 3.  | хфз. еф. Сулејман Шарац (1850—1927)        | 1910.   | 1912.    |                                                              |
| −   | хфз. еф. Мехмед Теуфик Окић (1870—1932)    | 1912.   | 1914.    | замјеник реис-ул-улеме                                       |
| 4.  | еф. Мехмед Џемалуддин Чаушевић (1870—1938) | 1914.   | 1930.    |                                                              |
| 5.  | хфз. еф. Ибрахим Маглајлић (1861—1936)     | 1930.   | 1936.    |                                                              |
| −   | еф. Салих Сафвет Башић (1886—1948)         | 1936.   | 1938.    | замјеник реис-ул-улеме                                       |
| 6.  | еф. Фехим Спахо (1877—1942)                | 1938.   | 1942.    |                                                              |
| −   | еф. Салих Сафвет Башић (1886—1948)         | 1942.   | 1947.    | замјеник реис-ул-улеме                                       |
| 7.  | еф. Ибрахим Фејић (1879—1962)              | 1947.   | 1957.    |                                                              |
| 8.  | еф. Сулејман Кемура (1908—1975)            | 1957.   | 1975.    |                                                              |
| 9.  | еф. Наим Хаџиабдић (1918—1987)             | 1975.   | 1987.    |                                                              |
| −   | еф. Ферхат Шета                            | 1987.   | 1987.    | замјеник реис-ул-улеме                                       |
| 10. | хфз. еф. Хусеин Мујић (1918—?)             | 1987.   | 1989.    |                                                              |
| 11. | еф. Јакуб Селимовски (1946—2013)           | 1991.   | 1993.    | замјеник реис-ул-улеме (1989—1991) реис-ул-улема (1991—1993) |
| 12. | еф. Мустафа Церић (р. 1952)                | 1993.   | 2012.    | замјеник реис-ул-улеме (1993—1998) реис-ул-улема (1998—2012) |
| 13. | еф. Хусеин Кавазовић (р. 1964)             | 2012.   | Тренутно |                                                              |